# Kuhalur
Kuhalur (o Kugalur) è una suddivisione dell'India, classificata come town panchayat, di 11.682 abitanti, situata nel distretto di Erode, nello stato federato del Tamil Nadu. In base al numero di abitanti la città rientra nella classe IV (da 10.000 a 19.999 persone).

## Geografia fisica
La città è situata a 11° 29' 38 N e 77° 30' 17 E.

## Società

### Evoluzione demografica
Al censimento del 2001 la popolazione di Kuhalur assommava a 11.682 persone, delle quali 5.898 maschi e 5.784 femmine. I bambini di età inferiore o uguale ai sei anni assommavano a 1.104, dei quali 588 maschi e 516 femmine. Infine, coloro che erano in grado di saper almeno leggere e scrivere erano 5.877, dei quali 3.511 maschi e 2.366 femmine.